# New Century Global Center
Le New Century Global Center (chinois simplifié : 新世纪环球中心 ; chinois traditionnel : 新世紀環球中心 ; pinyin : Xīn shìjì huánqiú zhōngxīn) est un bâtiment multifonction situé à Chengdu en Chine.

## Origine
Deng Hong, milliardaire chinois et directeur du groupe Entertainement Travel Group, est à l’origine de ce projet. Deng et de nombreux cadres du Parti communiste chinois de la région seraient emprisonnés dans le cadre d'enquêtes de corruption concernant le montage financier du projet. Li Chuncheng, le numéro 2 du Parti dans le Sichuan et ancien maire de Chengdu, a été destitué.

## Description

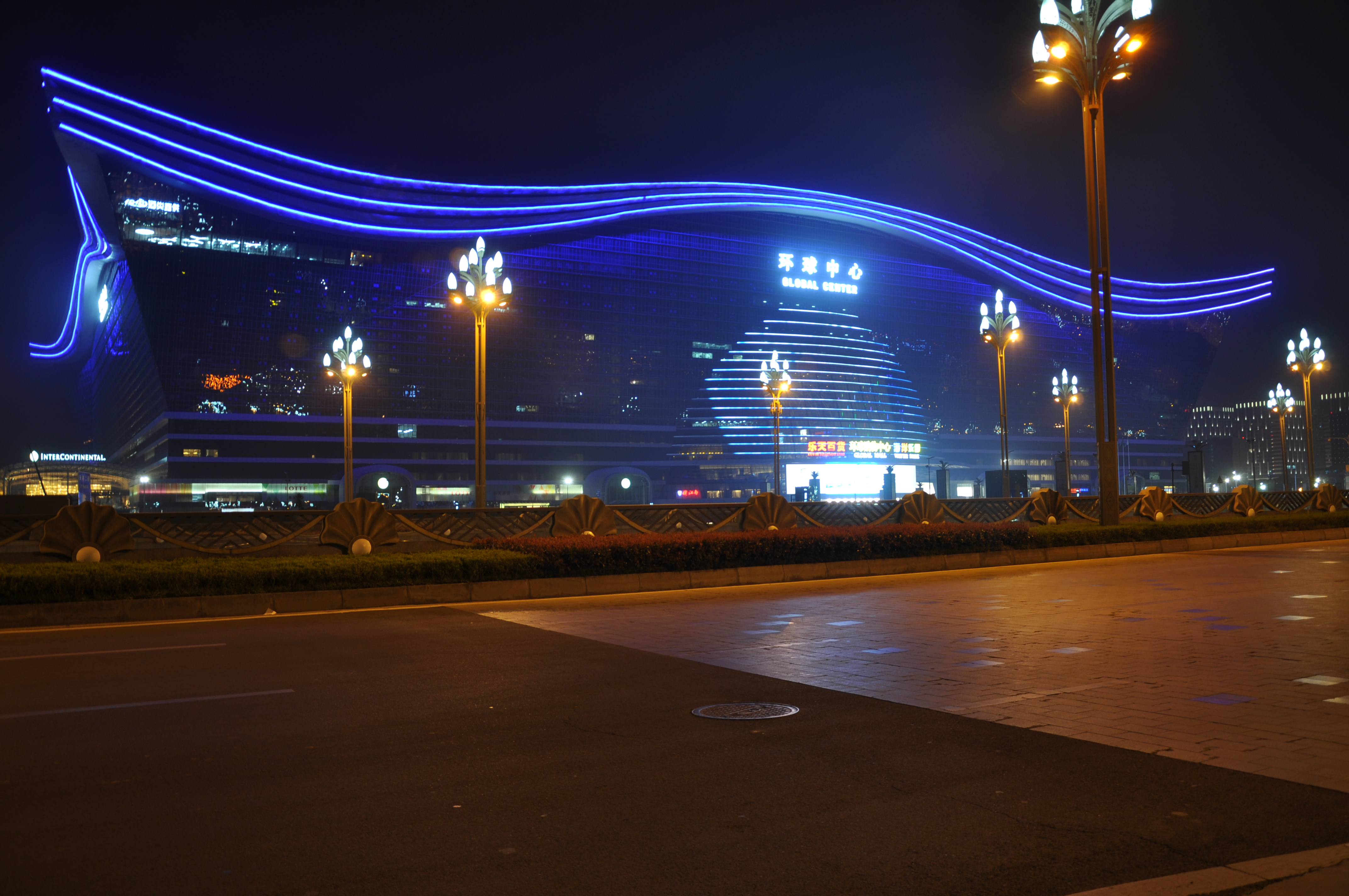
Le New Century Global Center vu de nuit.

Il est considéré comme le plus vaste bâtiment au monde avec une surface de 1,7 million de mètres carrés (170 hectares). Il est composé entre autres d’un ou plusieurs hôtels, cinémas, théâtres, centres commerciaux, parcs d'attractions.
Sa hauteur atteint 100 mètres pour 18 étages
Le centre aquatique présente une plage artificielle de 5 000 mètres carrés, avec un soleil couchant sur un écran géant.
À titre de comparaison, il fait environ quatre fois la taille du Vatican et trois fois la taille du Pentagone.
Ce bâtiment a été érigé en trois ans afin de célébrer le dynamisme de la ville de Chengdu et de ses 14 millions d'habitants.